# Korup Kirke
Korup Kirke ligger i landsbyen (Gammel) Korup ca. 8 km nordvest for Odense. Korup Sogn ligger i Hjallese Provsti. Indtil kommunalreformen 1970 hørte det til Odense Herred, siden blot Odense Amt og med stukturreformen 2007 til Region Syddanmark.  
Landsbyen er nævnt første gang 1288. Kirken har muligvis allerede i senmiddelalderen tilhørt Skt. Knuds Kloster, som fra 1200-tallet ejede flere gårde i landsbyen. Dette ejerskab er dog først nogenlunde sikkert dokumenteret fra 1558. Siden ejede kronen kirken, men solgte den 1689 til Jørgen Landorph. Herfra gik ejerskabet videre til brødrene, Knud og Broder (1700), indtil Jørgen Landorph købte den tilbage 1710. Den nedarvedes i hans familie indtil den 1796 blev tilskødet Kronen, blot for at blive solgt videre til en gruppe lokale gårdmænd. Kirken overgik til selveje 1909.  

## Bygning
Kirken er i sin kerne en senromansk kampestensbygning med enkelte partier i tegl. Af den senromanske kirke er bevaret både korets og skibets langmure samt triumfmuren. Tårnet blev føjet til i 1400-tallets slutning, og 1500-10 blev et nyt kor bygget på det gamle. Omtrent samtidig blev et våbenhus tilføjet på skibets sydside. Den lille bygning har nu et 6,5 m langt kor og 10,5 m langt skib.  

## Inventar
Den romanske døbefont af granit hører til en gruppe af rundbueudsmykkede fonte på Odenseegnen. Fra samme tidsperiode stammer et røgelseskar, der nu er i Nationalmuseets samling.Alterbordet er opmuret i forbindelse med korets forlængelse o. 1500-10, og korbuekrucifikset med tilhørende figurer af Mara og Johannes, der nu benyttes som alterprydelse, er omtrent samtidigt. Kirkens alterkalk er fra det senere 1500-tal. Alterbordets panelværk er tilføjet o. 1590 og kendetegnet ved de dekorative arkader og frisens rombemotiv. Dette går igen på den samtidige prædikestol, er har arkadefag med intarsia i sviklerne, overordentlig flot skårede hjørnepilastre og planteornamenter i frisefelterne. Disse træk forbinder stolen med prædikestolene i Birkende Kirke og Tommerup Kirke, som utvivlsomt er skåret i samme snedkerværksted.  

## Gravminder
I kirken er opsat et epitafium fra o. 1707 over sognepræst Hans Olufsen Steen, som fremstår med delvis bemaling, samt to gravsten fra 1700-tallet, der er nedfældet i skibets gulv, mens en gravstele af egetræ er ophængt i våbenhuset. På kirkegården står en bemærkelsesværdig obelisk sat over Cathrine Marie Dall o. 1827, hendes mand, sognepræst P. A. Steenfeldt og hendes bror Johannes.